# 突颌丽鱼属
突頜麗魚屬，是條鰭魚綱䲁形目麗魚科下的一個屬。

## 分類
本屬屬於褶唇麗魚亞科，目前被認可的種如下：
- 比氏突頜麗魚 Pelmatochromis buettikoferi
- 黑帶突頜麗魚 Pelmatochromis nigrofasciatus
- 晴斑突頜麗魚 Pelmatochromis ocellifer